# Alexis Vagny
Alexis Vagny, né à Châlons-en-Champagne (ex sur-Marne) le 14 janvier 1821, mort en la même ville le 15 novembre 1888.
Chevalier de la Légion d'honneur.
Architecte, il fera toute sa carrière à Châlons-en-Champagne. Architecte de la ville de 1844 à 1877 il réalisa les abattoirs en 1860, la caisse d'épargne (ancien château du marché), l’Hémicycle avec Eugène Collin en 1848, la galerie de peinture du musée municipal. Inspecteur des Travaux diocésains, il a réalisé de nombreux travaux à la cathédrale de Châlons-en-Champagne et construit plusieurs églises. On lui doit aussi plusieurs mairies rurales.

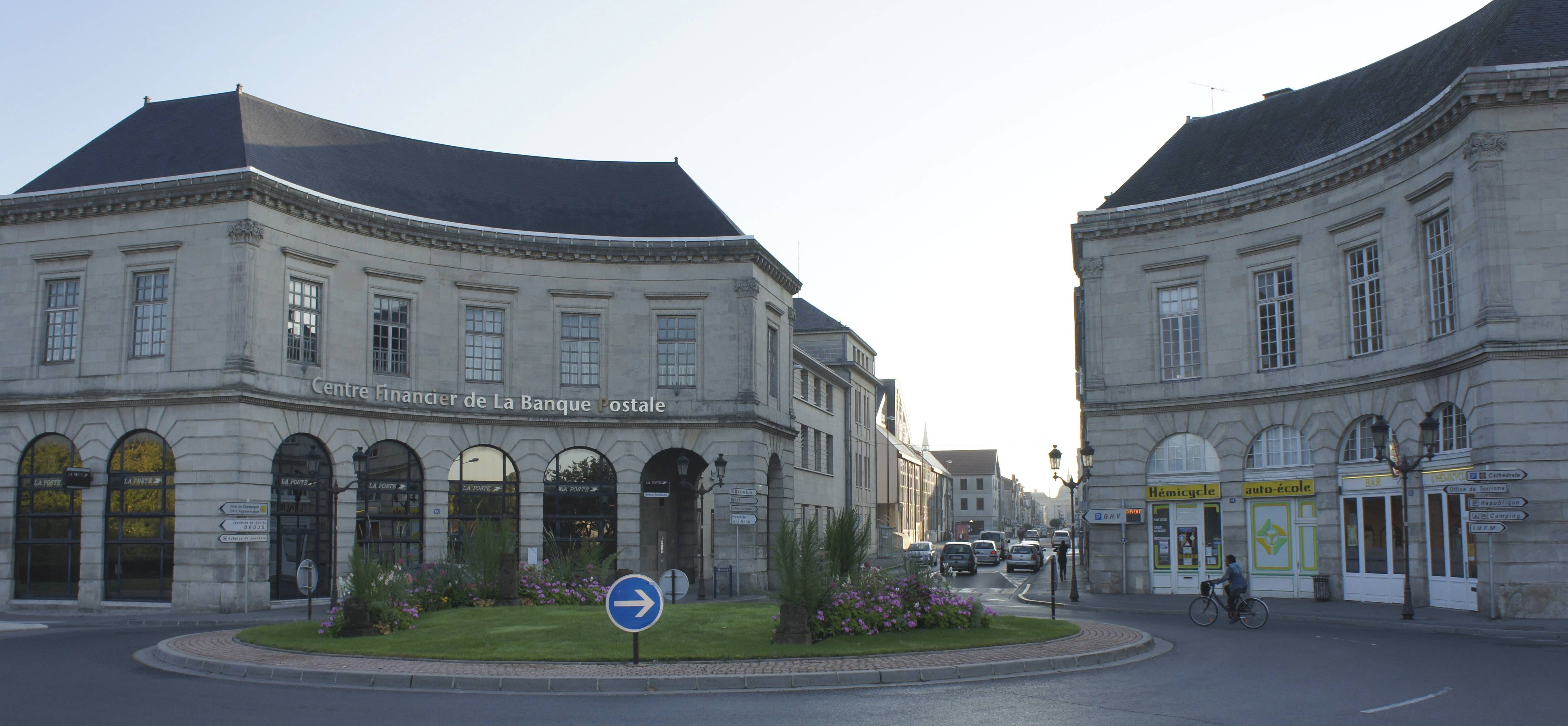
L'Hémicycle de Chalons,
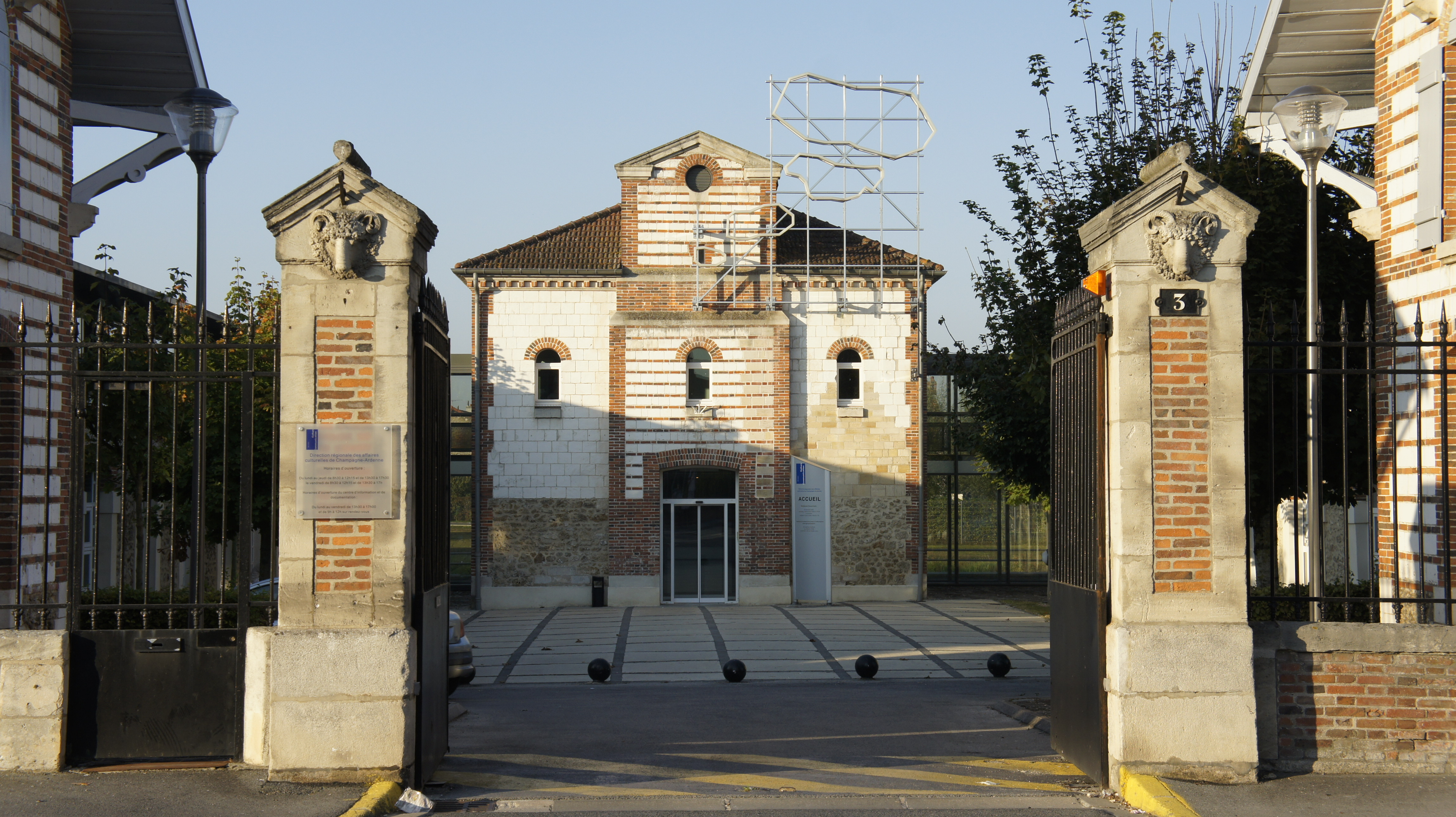
Les abattoirs,
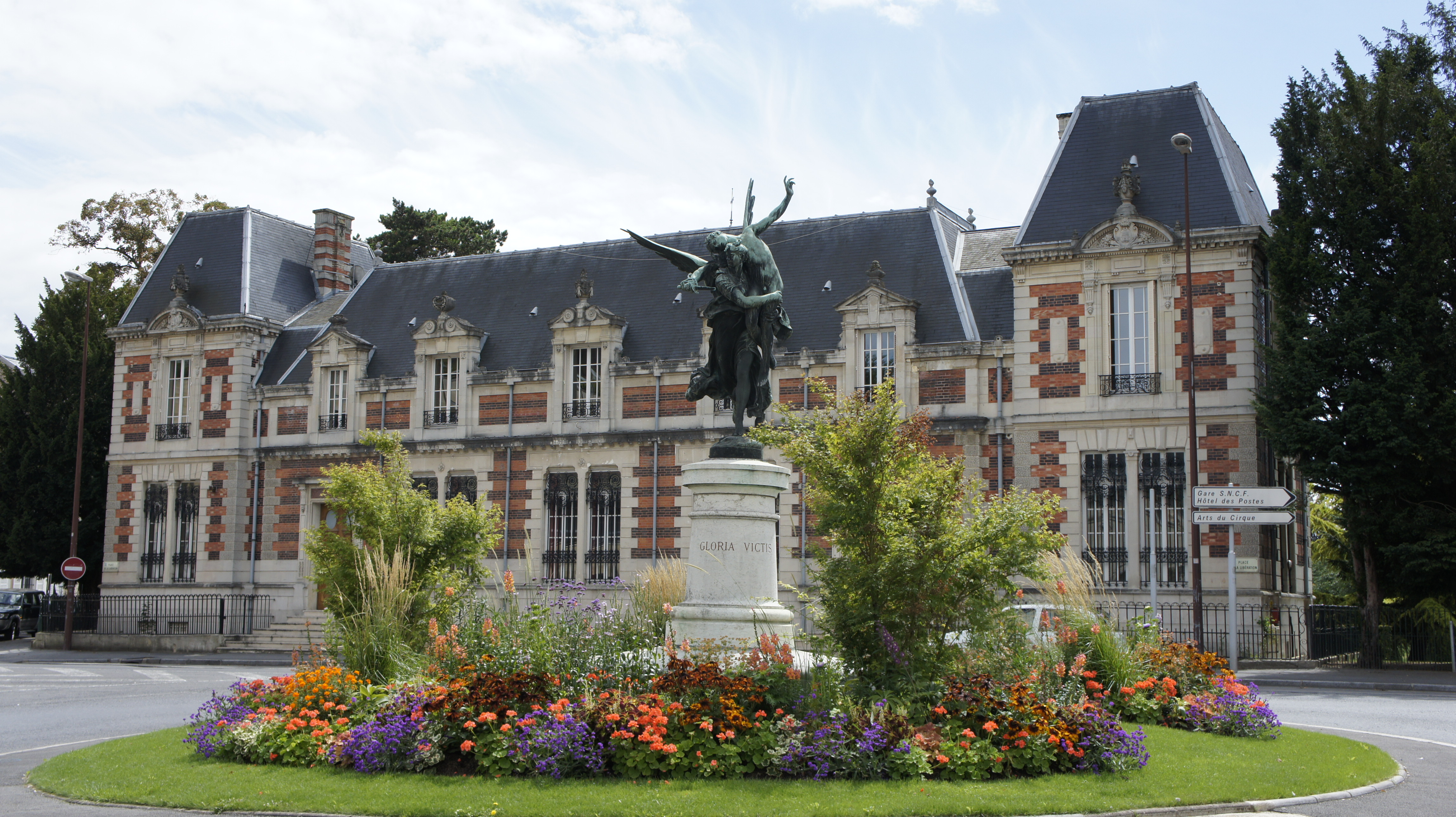
Château du marché.

## Sources
- Jean-Paul Barbier, Des Châlonnais…, 2e édition à paraître
- Sylvain Mikus, « Les architectes municipaux de Châlons-en-Champagne (1800-1940) », Mémoires de la Société d'agriculture, commerce, sciences et arts de la Marne, tome CXVII, 2002 ; « Une basilique pour saint Memmie », Études marnaises, 2006 ; « Un exemple de générosité impériale : la reconstruction de la flèche nord de la basilique de l'Epine (1867-1868) », Études marnaises, 2008 ; Architecture et urbanisme à Châlons-en-Champagne (1800-1940), 1997, 3 vol.
- Sylvain Mikus, « Vieux architectes de la Marne - Alexis Vagny », Champagne généalogie, mars et juin 2013.